# Alleycat
Alleycat är en informell cykeltävling som främst utövas i stadsmiljö. Ordet kommer från engelskans alley, gränd, och cat, katt. Tävlingarna är ofta organiserade med betoningen på att deltagandet är viktigare än själva tävlingen. Vissa tävlingar ger ett pris till den tävlande som kommer sist i mål (benämns Dead Fucking Last eller DFL).
Alleycat är ett starkt och vida känt uttryck inom den amerikanska cykelbudskulturen. Kulturen har sedan 1980-talet spritt sig från Nordamerika (USA) till Europa och Asien. En alleycat kan bestå av orienteringtävlingar, track stand (stillastående balansering på cykeln), cykelpolo med mera.

## Bildgalleri

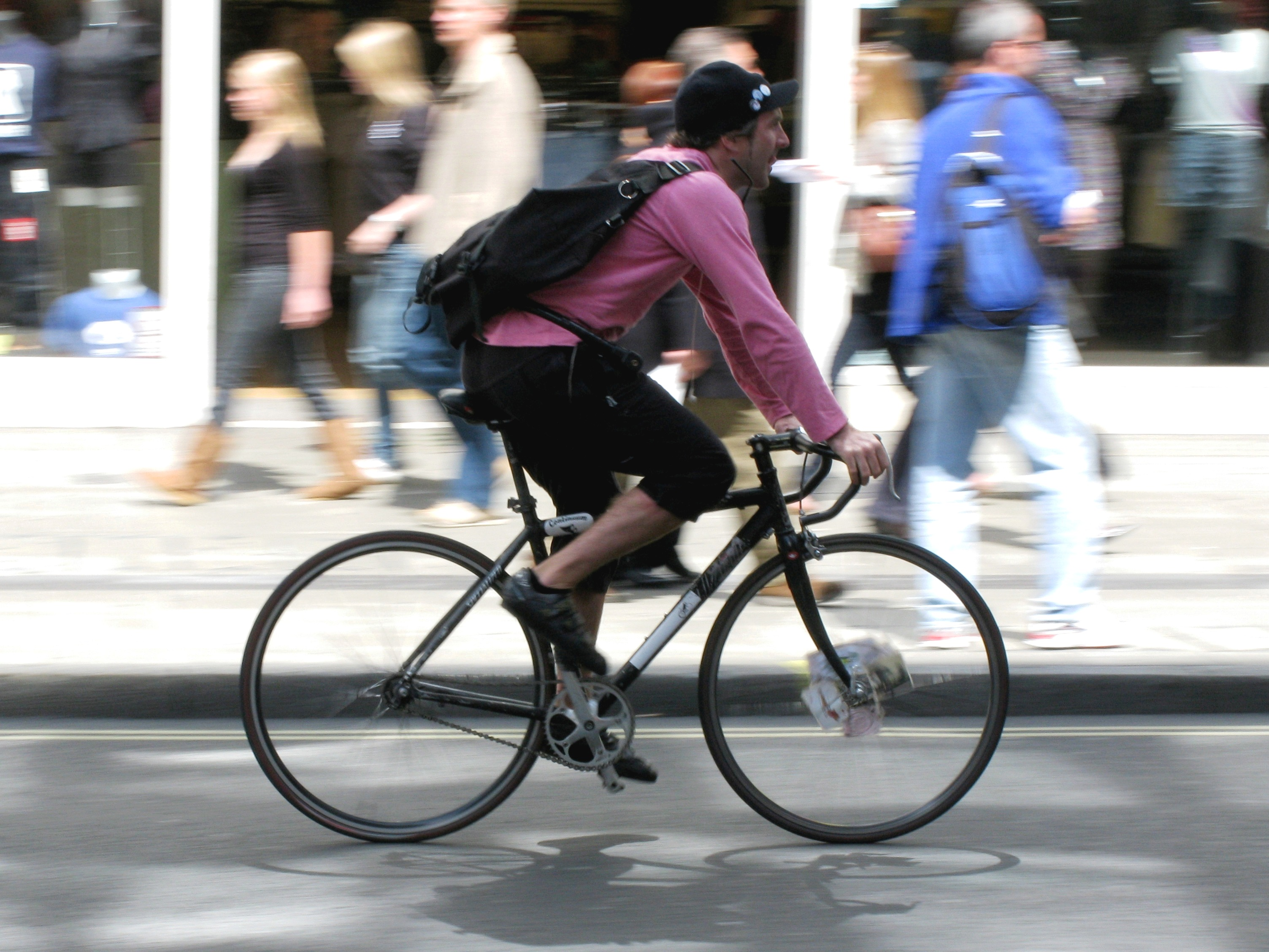
Vid alleycats tävlar man ibland med oväxlade cyklar med fastnav, så kallade Fixed gear.
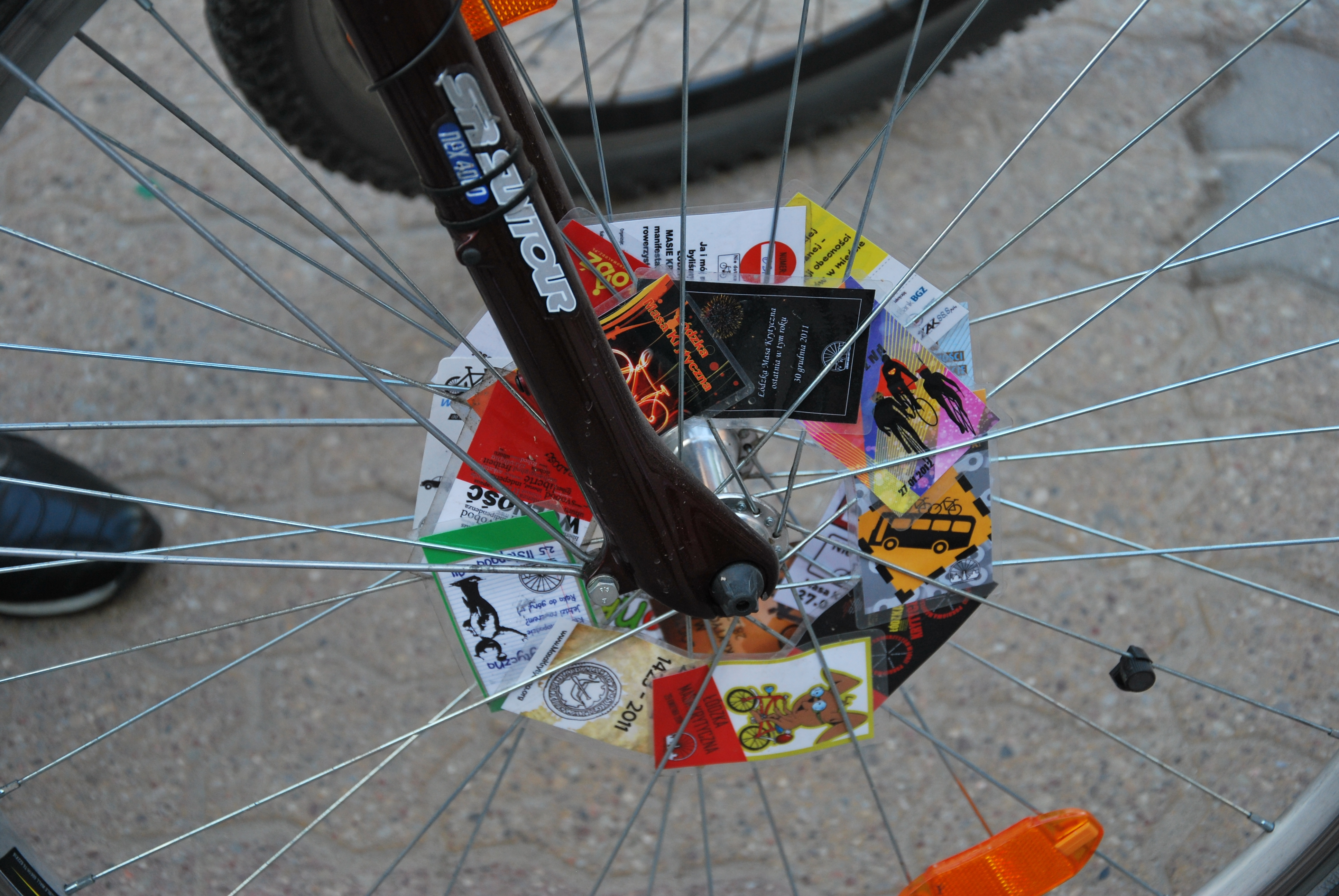
Framhjul på cykel med spoke cards, för visning av tidigare deltagande på alleycats.
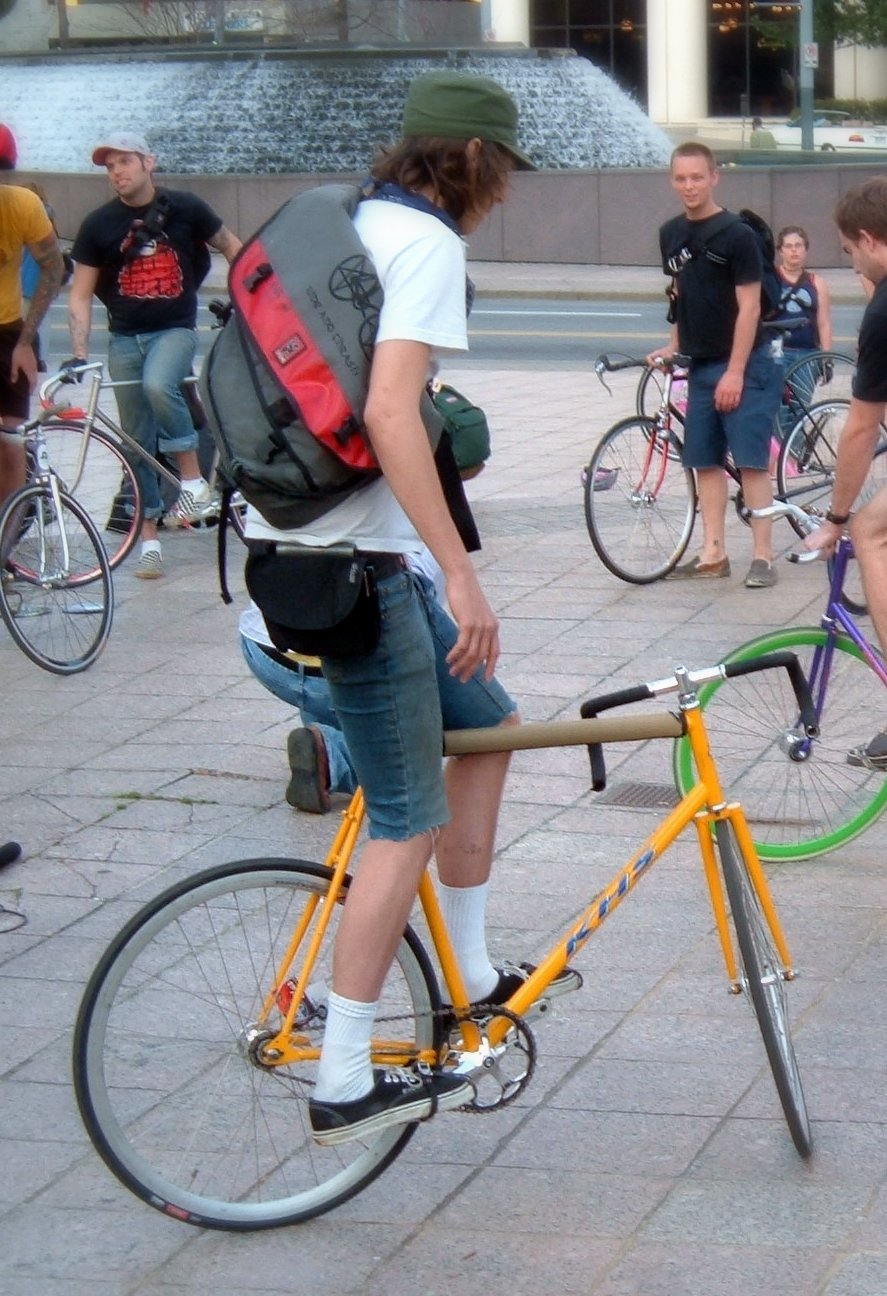
Track stand